# بن‌واژه (تکواژشناسی)
بُن‌واژه یا مدخل (به انگلیسی: lemma، به فرانسوی: lemme) در فرهنگ‌نویسی و صرف (تکواژشناسی)، کلمه‌ای است که برای نشان‌دادن مجموعه‌ای از کلمات به‌کار می‌رود که به یک تکواژه تعلق دارند.
یک بن‌واژه(به انگلیسی: lemma) در ساختواژه و فرهنگ‌نویسی، شکل متعارف، حالت فرهنگ‌نامه‌ای، یا حالت ارجاعی مجموعه‌ای از حالت‌های واژه‌ای است. مثلا در انگلیسی، break, breaks, broke, broken و breaking همه حالت‌های تکواژه مشابهی هستند، که break آن بن‌واژه‌ای است که توسط آن ارجاع می‌شوند. تکواژه، در این زمینه، به مجموعه همه حالت‌های تصریفی یا متفاوت در الگوی یک واژه منفرد اشاره دارد، و بن‌واژه به حالت خاصی اشاره دارد که به صورت مرسوم برای نمایش تک‌واژه انتخاب می‌شود. تک‌واژها در زبان‌های تصریفی مثل عربی، ترکی، و روسی دارای اهمیت خاصی هستند. فرایند تعیین بن‌واژه برای یک تکواژه، بن‌واژه‌ای‌ساختن نامیده می‌شود. بن‌واژه را به صورت رییس قسمت‌های بن‌اصلی دیده شود، اگرچه بن‌واژه‌سازی حداقل قدری اختیاری است.